# Ezequiel Rodríguez (actor)
Ezequiel Agustín Rodríguez (Buenos Aires, 11 d'abril de 1977) és un actor argentí. Es va donar a conèixer en la dècada dels noranta pels seus papers en les telenovel·les Gerente de familia (1993-1995) i Verano del 98 (1998-1999). De 2012 a 2015, va ser part del repartiment de la telenovel·la infantojuvenil Violetta de Disney Channel Latinoamérica.
En la seva carrera cinematogràfica, va protagonitzar el drama de carretera El camino (2000), el drama El pozo (2012) i la cinta de terror Cuando acecha la maldad (2023).

## Biografia
Ezequiel Agustín Rodríguez va néixer l'11 d'abril de 1977 a Buenos Aires, però va viure i es va criar a Valentín Alsina (Lanús). En la seva joventut, mentre treballava a la sèrie Gerente de familia, va estudiar actuació en el Conservatori Nacional d'Art Dramàtic i va prendre classes de teatre amb Julio Chávez, Javier Daulte, Alejandro Maci i Julio Bocca.

## Carrera professional
Als 7 anys, Rodríguez va iniciar la seva carrera en el món de la publicitat. Els seus primers treballs com a actor van ser en els programes humorístics Calabromas i De carne somos el 1988. Poc després, va debutar en cinema, apareixent a les pel·lícules Las puertitas del Sr. López (1988) i Tres alegres fugitivos (1988). Després, va continuar amb petites aparicions en televisió, que van incloure participacions en Hombres de ley (1989), Súper clan (1990), El gordo y el flaco (1991) i ¡Grande, pa! (1992).
Encara que no va ser fins a 1993 quan Ezequiel va obtenir el seu primer gran paper en la sèrie de televisióGerente de familia emesa per Canal 13, en la qual va interpretar a Lucas. Després, va realitzar aparicions a Montaña rusa (1996), Los hermanos Pérez Conde (1997) i Las chicas de enfrente (1998). Més tard, va guanyar major exposició pel seu paper de Damián Guzmán en la telenovel·la juvenil Verano del 98 creada per Cris Morena i emesa per Telefe, on va estar per dues temporades. Seguidament, va protagonitzar la pel·lícula El camino (2000), un drama de carretera en el qual va personificar a Manuel. Aquest mateix any, va formar part de l'elenc de la telenovel·la Luna salvaje en el paper d’Alejo Aguilar.
Més tard, Ezequiel va actuar en les telenovel·les PH, propiedad horizontal (2001), Costumbres argentinas (2003), Los pensionados (2004), Conflictos en red (2005) i Mujeres de nadie (2007). La seva carrera va tenir un ressorgiment en 2012 quan va interpretar a Pablo Galindo en la telenovel·la infantojuvenil Violetta de Disney Channel, que va tenir alts nivells d'audiència i es va convertir en un fenomen televisiu. Durant aquest temps, Rodríguez va integrar l'elenc principal de la telenovel·la Taxxi, amores cruzados (2013-2014), personificant el paper de Benito Gómez, un assistent de publicitat gai.
Després de la finalització de Violetta en 2015, Ezequiel va realitzar una participació especial en la telenovel·la Los ricos no piden permiso (2016) televisada pe El Trece. Després, Disney va convocar novament a Rodríguez per a formar part de l'elenc adult de la telenovel·la Soy Luna (2016-2018), on va interpretar a Ricardo Simonetti. En 2017, Ezequiel va formar part de la tira diària Las Estrellas de El trece, on interpreta Sebastián Le Brun, un homre que manté un romanç amb Carla (Natalie Pérez). El 2018, aparegué a les pel·lícules 27: El club de los malditos, El padre de mis hijos i La flor.
El 2019, Rodríguez va protagonitzar l’obra teatral El corazón del mundo a l’Espacio Callejón amb Lautaro Delgado i William Prociuk durant tres temporades. En 2022, va coprotagonitzar la pel·lícula de terror sobrenatural Legiones dirigida per Fabián Forte i va encarnar el paper de Roberto Dalaras en la sèrie de misteri Tierra incógnita de Disney+. En 2023, Rodríguez va protagonitza la cinta de terror Cuando acecha la maldad dirigida per Demián Rugna, mb la qual va adquirir notorietat a causa del seu èxit en taquilla i en els comentaris de la crítica  En la pel·lícula interpreta a Pedro, un treballador de camp que descobreix un cos en descomposició que amaga una amenaça maligna.

## ilmografia

### Cinema
| Any  | Títol                       | Paper            | Notes                                 |
| ---- | --------------------------- | ---------------- | ------------------------------------- |
| 1988 | Las puertitas del Sr. López |                  |                                       |
| 1988 | Tres alegres fugitivos      |                  |                                       |
| 1996 | Veredicto final             | Agresor 2        |                                       |
| 1996 | El mundo contra mí          | Musculoso rapado |                                       |
| 1999 | La edad del sol             | Javier           |                                       |
| 2000 | El camino                   | Manuel           |                                       |
| 2005 | Marisol                     | Ángel            |                                       |
| 2008 | Clarisa ya tiene un muerto  | Juan             | També coneguda com A los ojos de Dios |
| 2008 | Pablo y Victoria            |                  | Curtmetratge                          |
| 2010 | Tenis                       |                  | Curtmetratge                          |
| 2010 | El cubo                     | Marcos           | Curtmetratge                          |
| 2010 | Torino                      | Ell mateix       | Documental                            |
| 2012 | El pozo                     | Román            |                                       |
| 2012 | Días de vinilo              | Metge            |                                       |
| 2015 | Cómo ganar enemigos         | Roque            |                                       |
| 2018 | 27: El club de los malditos | Delivery         |                                       |
| 2018 | El padre de mis hijos       | Mariano          |                                       |
| 2018 | La flor                     | Operador         |                                       |
| 2022 | Axiomas                     | Gerardo          |                                       |
| 2022 | Legiones                    | Marcelo Warren   |                                       |
| 2023 | Juego de brujas             | Leonel Arrieda   |                                       |
| 2023 | Cuando acecha la maldad     | Pedro Yazurlo    |                                       |
| 2023 | La burbuja                  | Médico           |                                       |
| 2023 | María                       | Ricky Soemmers   |                                       |

### Televisió
| Any       | Títol                      | Paper             | Noes                            |
| --------- | -------------------------- | ----------------- | ------------------------------- |
| 1988      | Calabromas                 |                   |                                 |
| 1988      | De carne somos             | Manuel            |                                 |
| 1989      | Hombres de ley             | Juan              | Episodi: «Educando a Sebastián» |
| 1990      | Súper clan                 |                   |                                 |
| 1991      | El gordo y el flaco        |                   |                                 |
| 1992      | ¡Grande, pa!               |                   |                                 |
| 1993-1995 | Gerente de familia         | Lucas             |                                 |
| 1994      | Alpiste perdiste           |                   |                                 |
| 1996      | Montaña rusa               |                   |                                 |
| 1997      | Los hermanos Pérez Conde   |                   |                                 |
| 1998      | Las chicas de enfrente     |                   |                                 |
| 1998-1999 | Verano del 98              | Damián Guzmán     |                                 |
| 2000      | Luna salvaje               | Alejo Aguilar     |                                 |
| 2001      | PH, propiedad horizontal   | Marcos Liniers    |                                 |
| 2003      | Costumbres argentinas      | Tomás             |                                 |
| 2004      | Los pensionados            |                   |                                 |
| 2005      | Conflictos en red          | Lautaro           | Episodi: «Rota»                 |
| 2005      | Conflictos en red          | Diego             | Episodi: «Guion»                |
| 2007      | Mujeres de nadie           | Octavio           |                                 |
| 2010      | Casi ángeles               | Dr. Kant          |                                 |
| 2011      | Peter Punk                 |                   |                                 |
| 2012-2015 | Violetta                   | Pablo Galindo     |                                 |
| 2013-2014 | Taxxi, amores cruzados     | Benito Gómez      |                                 |
| 2016      | Los ricos no piden permiso | Sebastián Yañez   |                                 |
| 2016-2018 | Soy Luna                   | Ricardo Simonetti |                                 |
| 2017      | Las Estrellas              | Sebastián Le Brun |                                 |
| 2017      | En viaje                   | Arthur Lander     | Episodi: «Famoso»               |
| 2022-2023 | Tierra incógnita           | Roberto Dalaras   |                                 |
| 2024      | Terapia alternativa        | Peter             |                                 |

## Teatre
| Any       | Títol                      | Paper       | Indret                                               |
| --------- | -------------------------- | ----------- | ---------------------------------------------------- |
| 2001-2003 | Bésame mucho               | Martínez    | Teatro del Pueblo                                    |
| 2003      | Bizarra                    |             | Centro Cultural Ricardo Rojas                        |
| 2007-2008 | Biónica                    | Marcelo     | Teatro El Piccolino / Teatro 25 de Mayo              |
| 2007-2008 | Testigos                   |             | Teatro del Abasto                                    |
| 2008-2009 | Sin voz                    |             | Teatro del Nudo / Abasto Social Club                 |
| 2009-2010 | Mágica                     | Marcos      | Teatro La Tertulia / Teatro Vera Vera                |
| 2010-2011 | Proyecto vestuarios        | Silvester   | Espacio Callejón                                     |
| 2011-2013 | La edad de oro             | Víctor      | Centro Cultural Ricardo Rojas / Teatro El Extranjero |
| 2011      | Antes que llegue noviembre | Ramiro      | Teatro Código Montesco                               |
| 2012-2013 | Macbeth                    | Menteith    | Teatro San Martín                                    |
| 2013      | Tres criados               | Vicente     | Sala Quinto Deva                                     |
| 2016-2017 | Los ojos de Ana            | Papá de Ana | Espacio Callejón                                     |
| 2017-2018 | Proyecto sade              | Dolmancé    | Centro Cultural San Martín / Teatro El Extranjero    |
| 2017-2018 | El inestimable hermano     | Bernardo    | Espacio Callejón / El Camarín de las Musas           |
| 2019-2021 | El corazón del mundo       | A           | Espacio Callejón                                     |

## Premis i nominacions
| Any  | Organització                                               | Categoria                  | Treball                 | Resultat  |        | Ref(s) |
| ---- | ---------------------------------------------------------- | -------------------------- | ----------------------- | --------- | ------ | ------ |
| 2011 | New York International Independent Film and Video Festival | Millor actor internacional | El pozo                 | Guanyador | [ 12 ] |        |
| 2012 | Festival Internacional de Cinema de Guanajuato             | Millor actor               | El pozo                 | Guanyador | [ 6 ]  |        |
| 2012 | Premis Teatro del Mundo                                    | Millor actor               | La edad de oro          | Guanyador | [ 13 ] |        |
| 2023 | Festival Internacional de Cinema Golden Door               | Millor actor               | El pozo                 | Nominat   | [ 14 ] |        |
| 2024 | Premis Sur                                                 | Mullor actor               | Cuando acecha la maldad | Nominat   | [ 15 ] |        |
| 2024 | Premis Martín Fierro de Cinema i Sèries                    | Millor actor de drama      | Cuando acecha la maldad | Nominat   | [ 16 ] |        |